# Убийство Зорана Джинджича
Убийство Зорана Джинджича (серб. Атентат на Зорана Ђинђића) было совершено 12 марта 2003 года в 12:25 в холле Дома правительства Сербии в Белграде. Пятый премьер-министр Сербии Зоран Джинджич был ранен двумя выстрелами из снайперской винтовки (один из которых пришёлся в грудь) и скончался в больнице в 13:30 от полученных ранений. Под подозрением в подготовке покушения оказалось почти всё преступное подполье Сербии. В стране немедленно ввели чрезвычайное положение и в ходе полицейской операции «Сабля» задержали более 11 тысяч человек, связанных с организованными преступными группировками.
Перед судом предстали 12 человек, в том числе исполнитель убийства — подполковник армии Сербии Звездан Йованович, который был заместителем командира спецподразделения «Красные береты». Йованович был приговорён к 40 годам тюремного заключения, почти все его сообщники получили тюремные сроки от 30 до 40 лет. Некоторые из них были приговорены заочно, поскольку на момент судебного заседания находились в розыске (некоторые числятся в розыске и до сих пор). Причиной покушения стала передача множества сербских военных и политических деятелей Международному трибуналу по бывшей Югославии. На первом допросе Йованович признался в убийстве и заявил, что не испытывает раскаяния за совершённое деяние, но затем стал отрицать свою вину и утверждать, что его заставили подписать чистосердечное признание.

## Предыстория

### Биография и политическая карьера Джинджича
Зоран Джинджич родился 1 августа 1952 года в городе Босански-Шамац в Югославии (ныне Босния и Герцеговина). Окончил философский факультет Белградского университета в 1974 году. В эти же годы участвовал в создании независимых организаций студентов из Загреба и Любляны, за что был приговорён югославским судом к году лишения свободы. В 1979 году в Констанцском университете, где учился у Юргена Хабермаса, получил докторскую степень по философии.
В 1989 году 37-летний Джинджич, до этого проживавший в Германии, вернулся в Югославию и вместе с демократическим активистом Воиславом Коштуницей создал Демократическую партию Сербии. В 1996 году победил на выборах на пост мэра Белграда, став его первым некоммунистическим мэром после 1945 года. Летом 1999 года после войны против НАТО возглавлял кампанию акций протеста против президента Югославии Слободана Милошевича, в ходе которых протестующие требовали отставки Милошевича и проведения досрочных выборов президента страны, а также суда над Милошевичем как виновником поражения Югославии.
В июне 2000 года Джинджич стал одним из координаторов ведущего оппозиционного объединения Сербии — Союза за перемены. В сентябре он вошёл в предвыборный штаб кандидата на пост президента Югославии Воислава Коштуницы. В ходе выборов Коштуница одержал победу, но Милошевич потребовал провести второй тур выборов. В результате акций протеста при поддержке Западной Европы и США в октябре 2000 года произошла «Бульдозерная революция», в ходе которой Милошевича отстранили от власти. 23 декабря возглавляемая Джинджичем Демократическая оппозиция Сербии одержала уверенную победу на парламентских выборах, заняв больше 70 % мест в парламенте, а сам он 25 января 2001 года возглавил правительственный кабинет.
Летом 2001 года наметилось противостояние между представлявшим национально-консервативные круги президентом Коштуницей и премьер-министром Джинджичем, возглавлявшим левых либералов. Коштуница противился требованиям передать Милошевича Международному трибуналу по бывшей Югославии, однако Джинджич сумел настоять на необходимости этого шага, и 28 июня Милошевич был тайно вывезен из страны в Гаагу. Джинджич обвинял Коштуницу и его сторонников в парламенте в неготовности порвать с эпохой Милошевича, требовал увольнения судей, полицейских и дикторов центрального телевидения, связанных с предыдущим режимом. Сам он при этом отдавал себе отчёт, что эти меры не пользовались поддержкой большинства в Югославии, отмечая: «Меня вообще очень редко поддерживало большинство в этой стране». В интервью газете New York Times вскоре после экстрадиции Милошевича Джинджич заявил, что готов к любому спаду своей личной популярности при условии, что Сербия получит обещанные Западом в день экстрадиции гранты в размере 1,28 млрд долларов.
В конце 2001 года Джинджич пообещал начать в следующем году активную борьбу с организованной преступностью в Сербии. В декабре 2002 года был принят закон «О борьбе с организованной преступностью», согласно которому образовывались специальный отдел по борьбе с организованной преступностью, специальное отделение Белградского окружного суда по борьбе с организованной преступностью (или Специальный суд) и Институт по сотрудничеству со свидетелями.

### Бунт Подразделения по специальным операциям

Милорад Улемек

Подразделение по специальным операциям, участвовавшее в Югославских войнах, было крайне возмущено тем, что многих сербских военных деятелей (в том числе и служивших в этом подразделении) выдавали Международному трибуналу по бывшей Югославии. Поводом для открытого выступления стали арест и передача трибуналу братьев Предрага и Ненада Бановичей, обвинявшихся в массовых убийствах в Боснии и Герцеговине. Арест возмутил командира подразделения Милорада Улемека, против которого уже были выдвинуты обвинения в покушении на политика Вука Драшковича на Ибарском шоссе. Летом 2001 года Улемек покинул пост командира подразделения и уехал в Грецию после того, как был арестован за драку в кафе и избиение полицейского.
9 ноября 2001 года бойцы Подразделения по специальным операциям покинули свои посты, двинувшись на базу в город Кула, и собрали пресс-конференцию, на которой потребовали от Правительства подписать закон, регулирующий сотрудничество с МТБЮ, отправить в отставку главу МВД Душана Михайловича и перевести всё подразделение под прямой контроль премьер-министра. Параллельно они вели секретные переговоры об освобождении ряда членов Земунской преступной группировки, поддерживавшей бунтовщиков (глава группировки Душан «Шиптар» Спасоевич был хорошо знаком с командиром подразделения Душаном Маричичем). Зоран Джинджич собрал экстренное заседание МВД Сербии, на котором потребовал разобраться с бунтовщиками, и 12 ноября представитель Государственной службы безопасности Зоран Миятович встретился с Маричичем и его помощником Звезданом Йовановичем около Сава-центра, требуя от них по-хорошему прекратить выступления и угрожая в случае отказа пустить в бой войска. Вечером того же дня на базу спецназа отправились на переговоры Чедомир Йованович и глава МВД Душан Михайлович: последний подписал заявление об отставке, несмотря на неадекватное поведение Улемека. 18 ноября 2001 года между правительством Сербии и «Красными беретами» было заключено соглашение, положившее конец бунту.

### Дело Любиши Бухи
В начале 2003 года к Зорану Джинджичу за помощью обратился сербский предприниматель и один из крупнейших строительных магнатов Сербии Любиша Буха, который также был известен как криминальный авторитет по прозвищу «Чуме» и являлся главарём Сурчинской преступной группировки. Сурчинская и Земунская преступные группировки являются крупнейшими криминальными синдикатами в Югославии и непримиримыми врагами. В 2001 году Милорад Улемек, известный своей дружбой с Земунским кланом, ещё до своего ухода с поста командира «Красных беретов» крупно рассорился с Бухой: тот обвинил Улемека и генерала государственной службы безопасности Милорада Брачановича в попытке рэкета в отношении его частного предприятия «Difens Roud» (в том числе и вооружённом нападении на главное здание) и даже в организации покушения (взрыва автомобиля) якобы по заказу Марко Милошевича, сына бывшего президента Югославии. Улемек воспринял эти слова как оскорбление и попытался уничтожить клеветника. Несколько раз Любишу пытались то отравить, то застрелить (один раз был убит его телохранитель, в другой раз его спасли врачи от отравления), потом была похищена жена Бухи Лильяна, в декабре 2001 года был взорван гараж Бухи с асфальтоукладчиками фирмы «Difens Roud», а спустя несколько месяцев в его же торговом комплексе полиция обнаружила героин, и Чуме бежал за границу.
3 августа 2002 года на Чуме совершили ещё одно покушение, после чего тот тайно выбрался в Грецию. Там он связался с Белградским судом и предложил в обмен на амнистию назвать виновников более чем 30 громких политических убийств, совершённых в последние годы в Сербии (в том числе убийство Ивана Стамболича и покушения на убийство Вука Драшковича в Будве и на Ибарском шоссе). Спустя некоторое время Буха уехал в Словакию. Основными подозреваемыми согласно Бухе были участники Боснийской и Косовской войн, которые состояли в Земунской преступной группировке и пользовались покровительством власти. По этому поводу министр внутренних дел Сербии Душан Михайлович заявил, что любые показания (в том числе и показания Бухи) могут стать главным оружием в борьбе с преступниками, добавив: «Каждый, кто нарушит закон, будет наказан». 
24 января 2003 года Любиша Буха заявил: «У меня есть доказательства, что Душан Спасоевич, „Легия“ и Слободан Пажич похитили Мирослава Мишковича и ещё пять-шесть людей, а также совершили около 30 убийств. Я готов быть свидетелем на суде по этому поводу. Они же несут ответственность и за покушение в Будве (…) В покушении на Ибарском шоссе участвовали Легия и Брацанович». Также Буха добавил, что все вышеперечисленные лица занимались торговлей наркотиками. Зоран Джинджич отметил в связи с этим: «Положение после заявления Любиши Бухи радикально изменилось, и весь отдел по борьбе с организованной преступностью интенсивно работает в этом направлении. Это наш абсолютный приоритет, и мы быстро доведём до общественности информацию о происходящем. Появляются некоторые планы разрешения проблемы, и это огромный шанс раз и навсегда покончить с криминальной верхушкой».
5 марта 2003 года главой отдела по организованной преступности был назначен Зоран Прийич, который спустя пару дней приехал в Словакию, чтобы встретиться с Любишей Бухой. 11 марта все показания от Бухи были получены, и он росписью подтвердил своё участие в судебных процессах на правах свидетеля.

## Попытки покушений

### Бубаньское шоссе
В середине февраля 2003 года группа заговорщиков, состоявшая из подполковника югославской армии и командира «красных беретов» Звездана Йовановича, спецназовца Желько «Жмиги» Тояги и криминального авторитета Миле «Кума» Луковича, планировала обстрелять автомобиль Джинджича, который возвращался из гор Копаоник по Бубаньскому шоссе. В распоряжении заговорщиков было три легковых и два грузовых автомобиля. Тем не менее, покушение не состоялось: по одной версии, заговорщики боялись попасть в гражданских лиц и поэтому отказались от реализации своего плана; по другой версии, со слов члена Земунского клана Милоша Симовича, это мероприятие носило чисто разведывательный характер, а Йованович собирался только проверить численность и силу охраны Джинджича. Милош Симович также утверждал, что проследить за охраной Джинджича его попросил Душан Спасоевич.

### Белградская арена

План покушения у Белградской арены

21 февраля 2003 года Джинджич наносил официальный визит в Баня-Луку. Его кортеж двигался по трассе Белград-Загреб к аэропорту имени Николы Теслы: в состав кортежа входили три автомобиля с «мигалками», а Джинджич был в головном из них. Машины ехали со скоростью 130 км/ч, когда в 9:15 около Белградской арены поджидавший там грузовик начал перекрывать колонне движение, закрывая в том числе левую обгонную полосу. Водитель автомобиля Джинджича за несколько метров до этого снизил скорость до 100 км/ч, а затем внезапно обогнал грузовик справа и немедленно помчался к аэродрому. Водителем грузовика «Мерседес» без регистрационных номеров оказался Деян «Багзи» Миленкович, член Земунского клана. Он собирался остановить кортеж Джинджича, а его сообщники в лице Звездана Йовановича, Желько Тояги, Миле Луковича и Сретко Калинича рассчитывали в крайнем случае обстрелять автомобиль Джинджича из автоматов и гранатомётов «Золя». Миленкович был арестован по обвинению в подделке документов и должен был пробыть под стражей 8 дней, но уже спустя 4 дня его отпустили по просьбе семьи, которой он должен был помочь. Некоторые СМИ утверждали, что грузовик должен был врезаться не то в сам автомобиль Джинджича, не то в какую-то машину из его кортежа; другие же ошибочно сообщали, что грузовик всё-таки врезался в кортеж.

### Здание Союзной Скупщины

План покушения у здания Союзной Скупщины

7 марта Звездан Йованович при помощи снайпера решил убить Джинджича перед зданием Союзной Скупщины: предполагалось осуществить выстрел с крыши гаража «Три листа табака», на углу улицы короля Милоша и бульвара короля Александра. Однако перед зданием Скупщины в самый неподходящий момент очутился журналист, в которого снайпер мог случайно попасть, и заговорщики отказались от плана. По словам Зорана Вукоевича, который находился в автомобиле Volkswagen Passat с Александром Симовичем и Звезданом Йовановичем, никто не был уверен, что их не заснимет камера, установленная на фасаде почтового отделения, и сбежать быстро с крыши гаража они тоже не могли.

## Подготовка
Нинослав Константинович, Душан Крсманович и Звездан Йованович несколько раз посещали многоквартирный дом на Бирчаниновой улице напротив дома правительства. Они представлялись как телемастера, которые собираются провести в дом кабельное телевидение. При помощи лазерного дальномера Bushnell 1000 Йованович вычислил расстояние от многоквартирного дома до здания правительства (230 метров). Но после того, как жильцы стали слишком часто расспрашивать про кабельное телевидение, заговорщики решили сменить позицию для стрельбы. Милорад Улемек вскоре предоставил Йовановичу снайперскую винтовку с магазином на 20 патронов, из которой можно было бы выстрелить в Джинджича. Йованович в присутствии Миле Луковича успешно испытал её на горе Иришки-Венац, входящей в массив Фрушка-Гора. Константинович с напарником нашли ещё одно здание на улице адмирала Гепрата, откуда открывался вид на дом правительства. Пробраться туда не составило никакого труда: 10 марта в 10 часов утра Константинович, Симович и Йованович, представившись художниками, вошли в дом без проблем, после чего засели на втором этаже в пустом офисе, где пробыли до 14 или 15 часов. Но Джинджич не появился ни в тот день, ни на следующий.

## Убийство
В среду 12 марта 2003 года Джинджич должен был прибыть на заседание Совета по борьбе против коррупции и провести переговоры с министром иностранных дел Швеции Анной Линд в 15:30, а также обсудить некоторые дела с Синишей Николичем, бывшим начальником своего кабинета. С целью сэкономить время он отправился на работу утром, до 13 часов. С утра, однако, он ещё взвешивал возможность провести день дома, поскольку его мучили боли в ноге, которую он поранил месяц тому назад, играя в футбол с командой жандармерии на Копаонике. По словам секретаря Джинджича Биляны Станков, в понедельник Джинджич на совещании сделал странное заявление, вспомнив, что и Джон Кеннеди исполнял обязанности, испытывая тяжёлые боли в позвоночнике. Суеверная Станков попросила Джинджича не делать подобные заявления, опасаясь, что с премьер-министром может параллельно случиться та же трагедия, что и с Кеннеди.
Кортеж из трёх автомобилей прибыл к дому № 40 по Ужицкой улице, где проживал Джинджич. После долгого ожидания Джинджич всё-таки вышел из жилища: он сел во второй автомобиль, и кортеж направился к Дому правительства. Миновав Ужицкую улицу и Топчидерскую звезду, кортеж проехал по бульвару воеводы Путника до Мостарской петли, где, попав в пробку, решил следовать по Савской и Сараевской улицам. Пока Джинджича везли к месту работы, руководитель службы безопасности премьер-министра Милан Веруович дважды безуспешно пытался связаться с человеком, который должен был встретить премьер-министра перед входом в дом Правительства. Вся поездка заняла 5 минут. Когда колонна остановилась, автомобиль премьер-министра оказался перед входом номер 5, в двух-трёх шагах от двери. Сам пассажир молча читал газету в это время. Телохранители помогли ему выбраться из автомобиля. Всего в трёх машинах было 8 сотрудников службы безопасности Джинджича. Когда Джинджич вышел из автомобиля, начальник службы безопасности Милан Веруович передал ему костыли, подвёл его к дверям здания и вернулся, чтобы закрыть двери автомобиля, а премьер начал открывать дверь.
В 12:25 (по свидетельству Биляны Станков и водителя Александра Белича, около 12:40) прозвучали два выстрела. С дальности в 130 метров и высоты в 16 метров две пули типа .308 Winchester попали в премьера: одна прошла в грудь, вторая ранила Веруовича в живот (область желудка), срикошетила от ограды и попала в правое бедро Джинджича. Раненый Веруович тут же сел в автомобиль из кортежа, ещё один из телохранителей немедленно помчался в больницу. Джинджич лежал на спине лицом к зданию. Белич с другим охранником попытались привести раненого премьер-министра в чувство, однако после нескольких минут безрезультатных попыток отнесли его в автомобиль и отправились в больницу, уложив премьера на заднее сиденье. Его сопровождали советники Зоран Янюшевич и Тодор Димитриевич, а также агенты службы безопасности Драган Лалич и Любиша Яношевич.

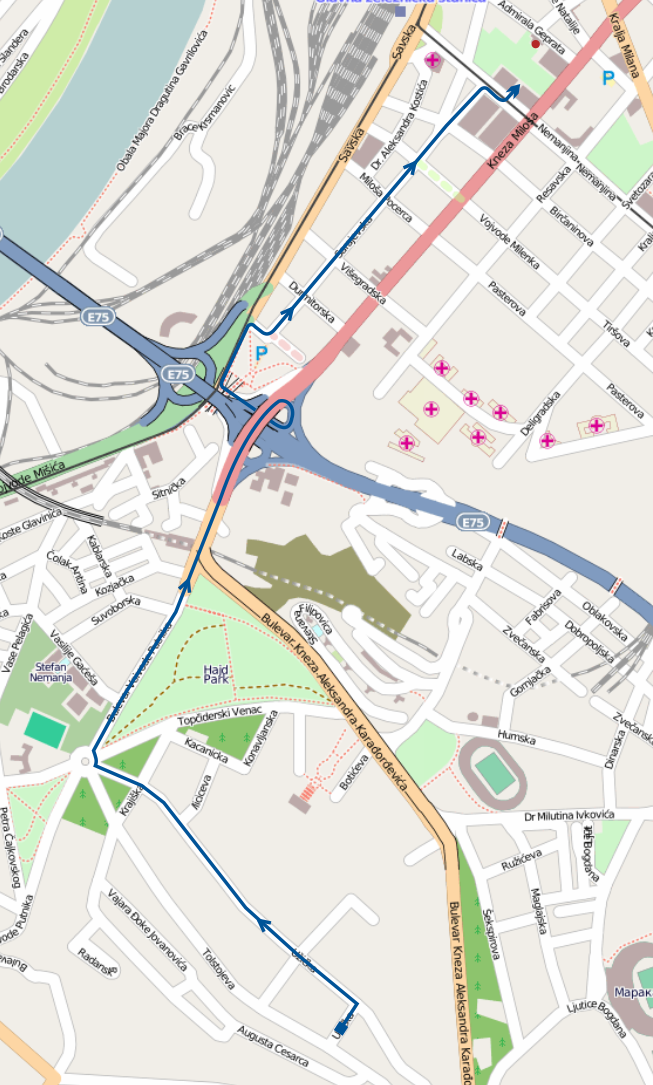
Путь кортежа Джинджича к зданию правительства
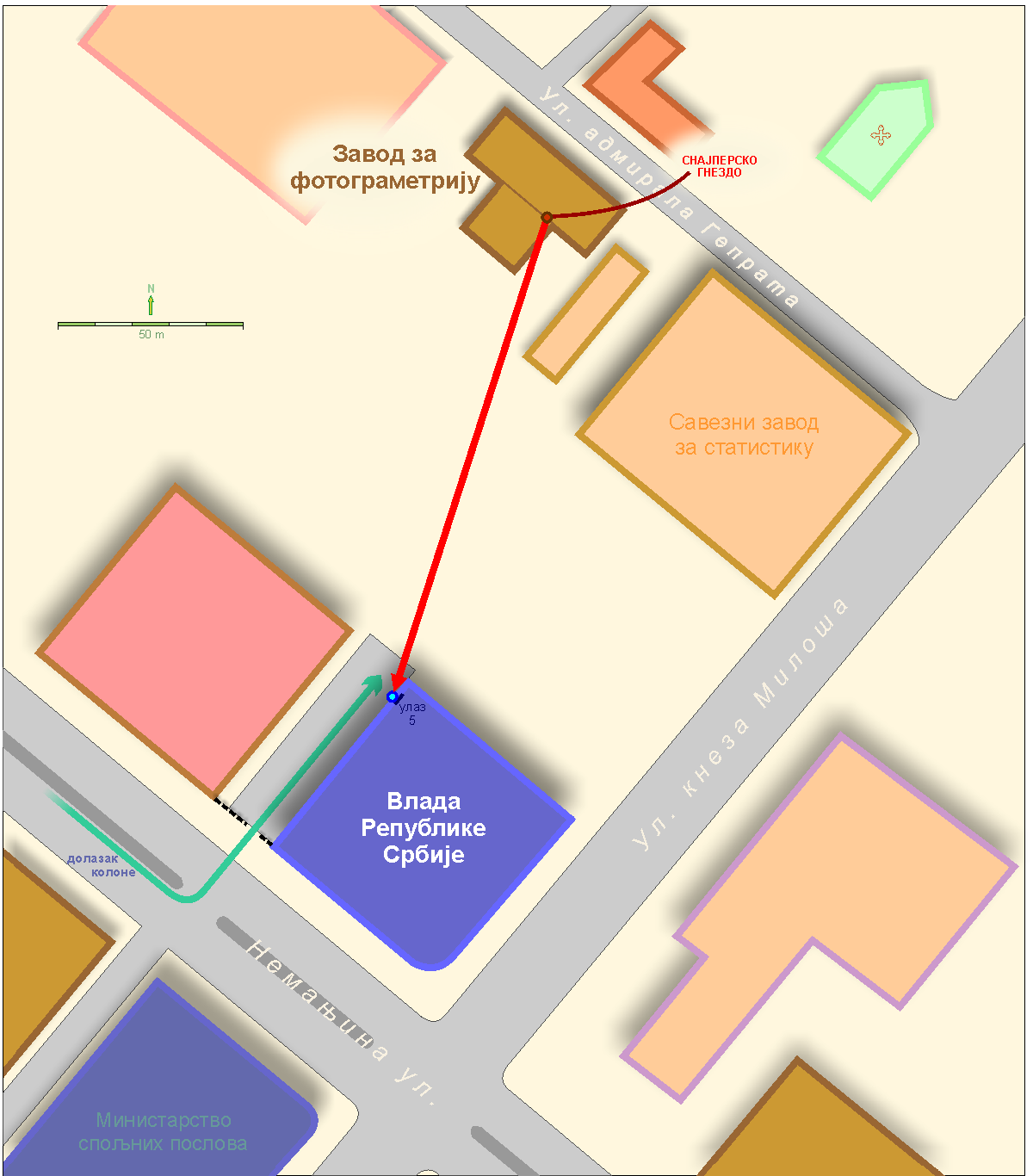
Местонахождение премьера и стрелявшего
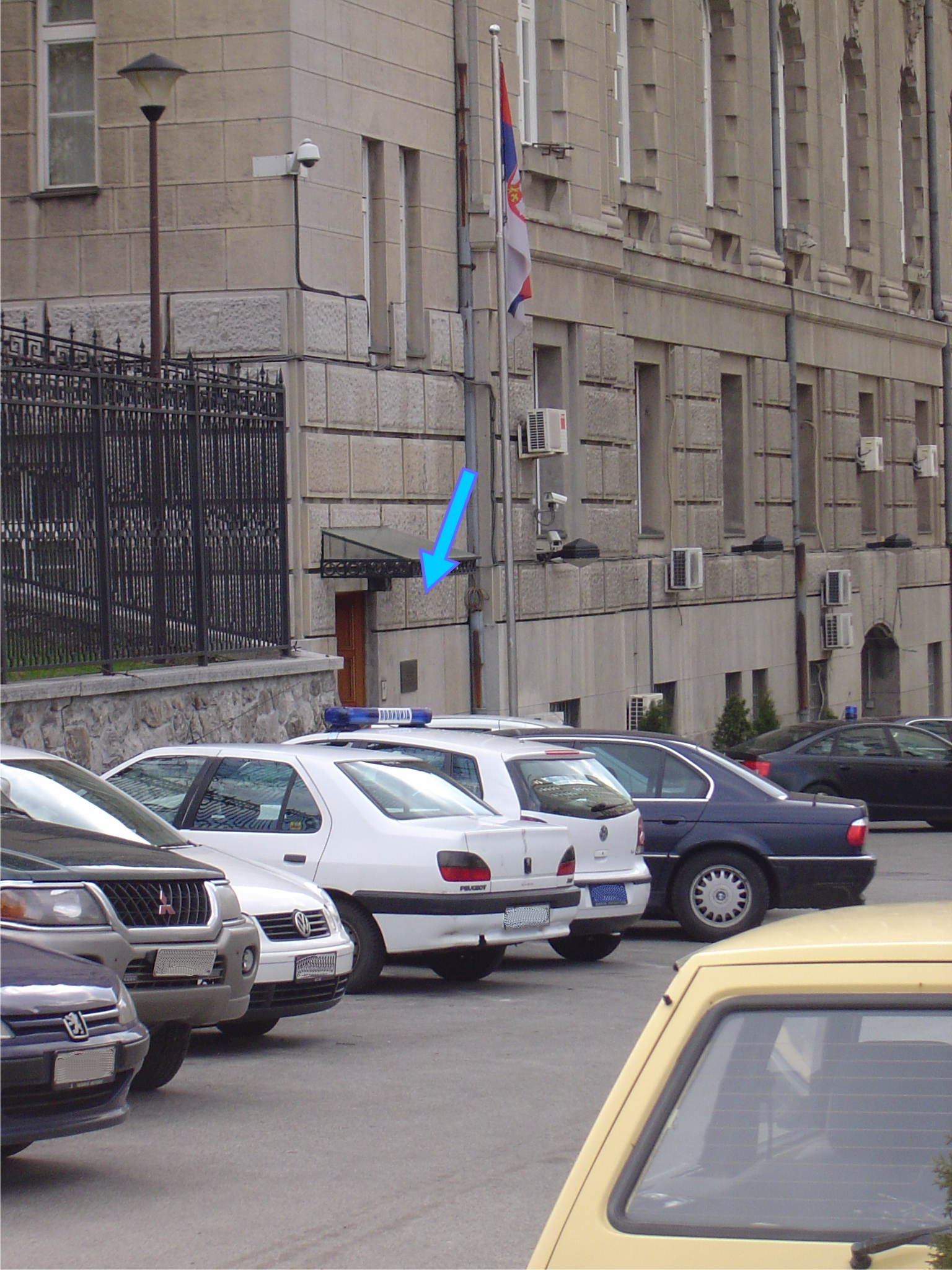
Вход номер 5 в Дом правительства, где был ранен Джинджич
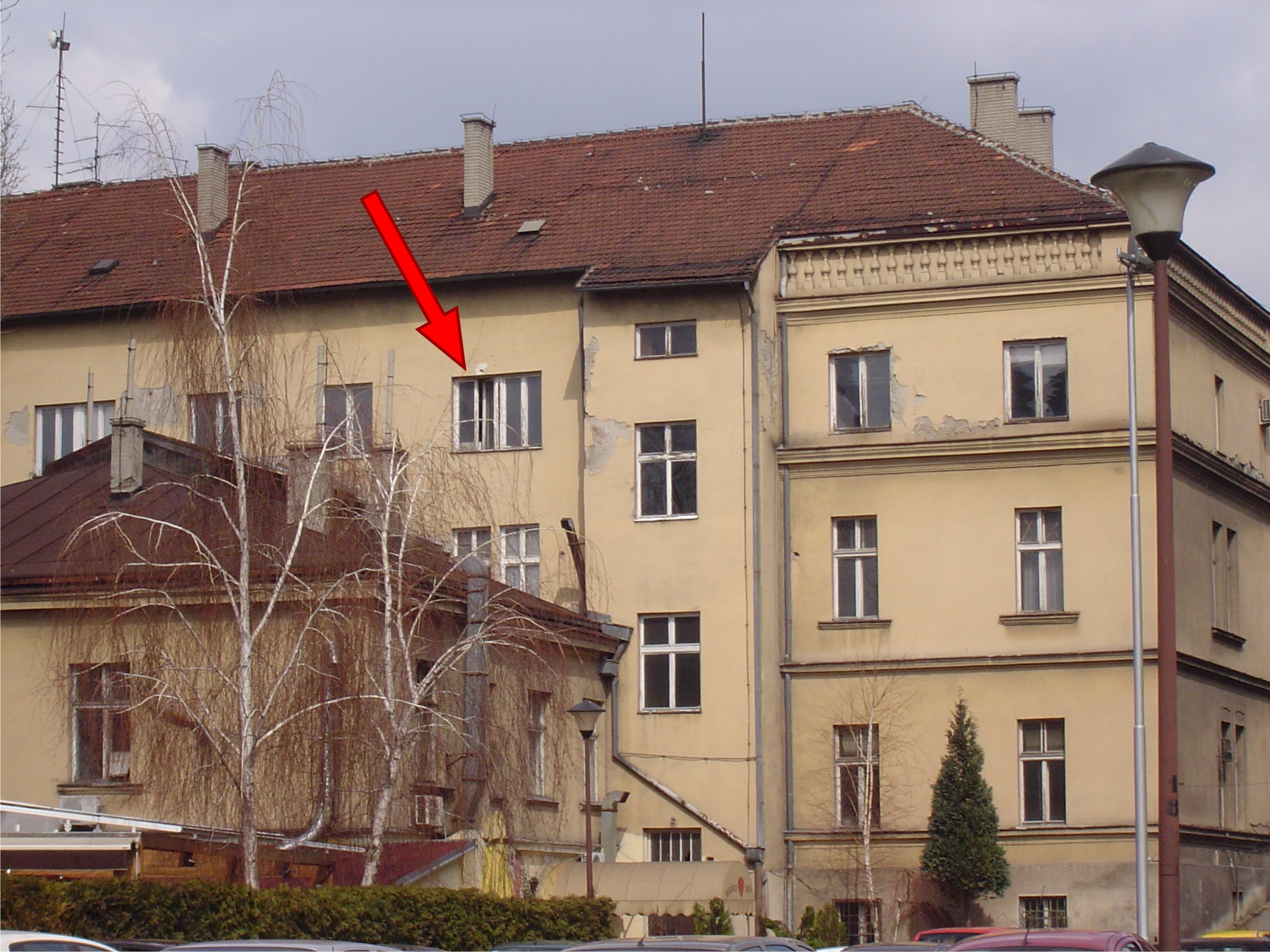
Здание завода фотограмметрии и окно, откуда были произведены выстрелы

Несмотря на усилия врачей, Джинджич скончался от последствий ранений, смерть была констатирована в 13:30. Полиция после покушения объявила план «Вихрь», после чего блокировала все въезды и выезды из Белграда. Движение в городе было почти везде перекрыто, вследствие чего люди шли пешком домой с работы. Полиция обыскивала почти каждого встречного человека и почти каждый автомобиль. Йован Прийич в момент развития событий находился в доме в Зренянине. Узнав о случившемся, он в 2 часа ночи вернулся в Белград и уже в 8 утра подал в отставку с поста главы отдела по борьбе с организованной преступностью: официально это произошло по причине клеветы прессы на Прийича, который якобы состоял в движении «Югославские левые».
Похороны Джинджича состоялись 15 марта, в субботу, на Аллее почётных граждан на Белградском Новом кладбище. Прощание прошло с государственными почестями. На похоронах присутствовали 500 тысяч человек. Перед похоронами в тот же день в полдень в белградском Соборе Святого Саввы обряд отпевания провёл Патриарх Сербский Павел. У покойного остались жена Ружица и двое детей — Йована (род. 1990) и Лука (род. 1993).

## Результаты медицинской экспертизы
Смерть Зорана Джинджича была констатирована в 13:30 в Хирургическом центре Белграда, когда у премьер-министра перестал прощупываться пульс. В тот же вечер было произведено вскрытие, которое показало, что Джинджич получил два ранения: первое пришлось в сердце, второе — в бедро, после рикошета. Рана в сердце имела размеры 33 на 22 миллиметра на входном отверстии и 37 на 25 миллиметров на выходном отверстии. Также были поражены печень и селезёнка, что заставило экспертов сделать однозначный вывод: ранение в сердце было несовместимым с жизнью, и врачи не смогли ничем помочь премьеру. Экспертизу проводили три врача Института судебной медицины Медицинского факультета Белградского университета: Савич, Александрич и Душан Дунич. Инициатором экспертизы стал судья Александр Чолич. Экспертиза проходит в архивах под номером 210/2003 и содержит три главы на четырёх печатных страницах.
Первый вывод из вскрытия подтвердил, что смерть имела насильственный характер: попадание пули из огнестрельного оружия привело к разрыву сердца, левого лёгкого, печени, желудка и селезёнки. Было установлено, что пуля вошла в правую верхнюю часть груди и прошла по диагонали влево вниз. Была констатирована и поверхностная рана в левом предплечье от той же пули. Позднее по результатам повторного вскрытия было сделано уточнение: пуля попала в Джинджича на расстоянии 6 см от середины грудной клетки, в районе седьмого ребра, на 132 сантиметра от правой пятки и вышла в левой стороне грудной клетки в 126 сантиметрах от левой пятки.

## Реакция

### В Сербии
Убийство Джинджича стало шоком для всей страны. После сообщения о его смерти в стране объявили трёхдневный траур, приспустив флаги и отменив развлекательные программы на телевидении. Заседание сербского парламента 13 марта началось с минуты молчания. К дверям правительственной резиденции всю ночь приходили люди, возлагая цветы на место гибели премьер-министра и оставляя свои подписи в книге памяти.
В стране сразу же было введено чрезвычайное положение, о чём объявила исполнявшая обязанности президента Сербии Наташа Мичич, председатель Скупщины, охарактеризовав убийство как «преступление против конституционного строя страны». По словам Мичич, положение должно было действовать до тех пор, пока убийцы не предстанут перед судом. В тот же день в Белграде состоялось расширенное заседание Высшего совета обороны Сербии и Черногории, на котором его члены осудили убийство премьер-министра, поддержали принятые меры и решимость сербского правительства разыскать исполнителей и организаторов преступления, а также отдали приказ о повышении степени боеготовности армии. В ходе двух спецопераций «Вихрь» и «Сабля», в которых было задействовано несколько тысяч полицейских и агентов спецслужб, были задержаны более 3400 человек, которых могли подозревать в убийстве Джинджича. Полиция изъяла 325 пистолетов, 400 винтовок и автоматов, 140 гранат, более 70 тысяч патронов разного калибра и 289 автомобилей, а также обнаружили 20 кг героина, 35 кг марихуаны и 4 с половиной тысячи таблеток «экстази».
Свои соболезнования выразили ряд оппозиционных Джинджичу политиков, в том числе генеральный секретарь СПС Зоран Анджелкович и противник Джинджича на выборах Воислав Коштуница. Вместе с тем все они отвергли обвинения в подготовке покушения.

### Международная реакция
Убийство стало главной новостью всех информационных агентств, радиостанций, телеканалов, газет и новостных сайтов всего мира: впервые за 17 лет с момента гибели Улофа Пальме жертвой киллера стал премьер-министр европейской страны. СМИ неоднократно сравнивали случившееся с терактами 11 сентября в Нью-Йорке и даже с убийством Джона Кеннеди.
- Министр иностранных дел Германии Йошка Фишер констатировал, что «для Сербии, а возможно и для всего мира» настали очень тяжёлые времена, когда трудно сохранять политическую стабильность, но выразил надежду на то, что страна оправится от шока после убийства Джиндижча и продолжит его реформы[26].
- Генеральный секретарь НАТО Джордж Робертсон осудил убийство Джинджича, возложив вину на «антидемократические и экстремистские силы в Сербии», с которыми правительство не справилось. Он выразил надежду, что убийцы будут найдены и привлечены к суду[3].
- Премьер-министр Хорватии Ивица Рачан назвал убийство предупреждением всей Хорватии и Европе и призвал усилить борьбу с криминалом[26].

## Расследование

### Идентификация исполнителей

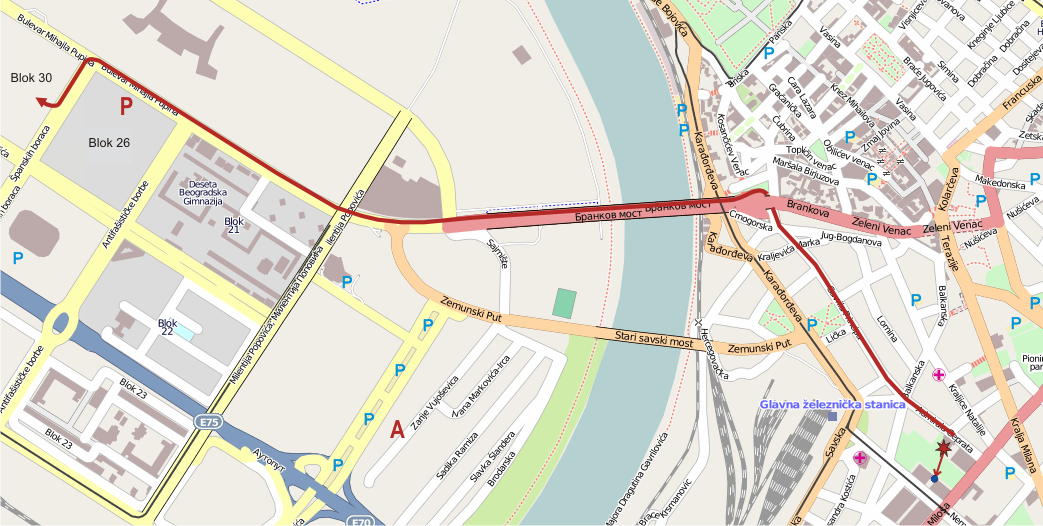
Маршрут бегства заговорщиков

Было установлено, что стрелял непосредственно Звездан Йованович, заместитель командира Подразделения по специальным операциям «Красные береты». Оружием, из которого были сделаны оба выстрела, являлась автоматическая винтовка HK G3. Выстрелы были совершены из кабинета №55 в канцелярии на втором этаже завода фотограмметрии (дом №14 по улице адмирала Гепрата). Непосредственными сообщниками Йовановича были следующие лица:
- Александар Симович (находился внутри завода)
- Нинослав Константинович (находился внутри завода)
- Сретко «Звер» Калинич (находился в автомобиле перед заводом)
- Миле «Кум» Лукович (находился в автомобиле перед заводом)
- Владимир «Будала» Милисавлевич (водитель, ждавший всех в Volkswagen Passat)
- Милан «Юре» Юришич (водитель, который вёл наблюдение за зданием Правительства)
- Милош Симович (информатор, сообщал о движении кортежа премьер-министра)
- Бранислав Безаревич (информатор Службы государственной безопасности Сербии[42], поставлявший информацию Симовичу)
- Душан Крсманович (информатор, сообщал о движении кортежа премьер-министра, находился на перекрёстке Неманьиной улицы и улицы князя Милоша)
- Саша Пеякович (бывший «красный берет»[42], находился в автомобиле в засаде)
- Душан «Шиптар» Спасоевич (находился в автомобиле в засаде)[43]

Также помощь в подготовке покушения Йовановичу оказывали:
- Желько «Жмига» Тояга (бывший «красный берет»)
- Деян «Багзи» Миленкович (сообщал по мобильному телефону координаты перемещения кортежа как у Белградской арены, так и к зданию Правительства Сербии)
- Слободан Пажин (инспектор полиции Белграда и информатор)

После убийства все сообщники Йовановича разбежались по своим квартирам, а чтобы запутать следы, Volkswagen Passat был сожжён на улице Зарии Вуйошевича в Новом Белграде. Йованович отвёз винтовку сначала на склад в 26-м квартале, а затем и вовсе закопал в землю в том же Новом Белграде.

### Розыск и задержание преступников
Сообщение о покушении срочно пришло в полицию, и та немедленно начала поиски свидетелей. В доме 12 на улице Адмирала Гепрата комнату, где находились предполагаемые убийцы, опечатали. Куйо Криешторац, владелец пекарни, сообщил, что видел недалеко в «Фольксвагене» Милисавлевича. 1 марта 2004 года Криешторац был убит неизвестным из пистолета с глушителем после очередного визита в полицию. Тело убитого было обнаружено в автомобиле. Считается, что мотивом этого убийства стало свидетельство против Милисавлевича, а заказчиком убийства, по данным Сретко Калинича, стал Лука Бойович, ещё один соратник Милорада Улемека. 3 июня 2006 года у белградского аэропорта было найдено обгоревшее тело ещё одного свидетеля Зорана Вукоевича, который сообщал полиции информацию о некоторых соучастниках покушения на Джинджича. В убийстве обвинили Александра Симовича, который, по данным следствия, избил Вукоевича, затем замотал его в фольгу и сжёг заживо.
Следствие установило по делу 36 подозреваемых, однако задержать удалось только 21 человека из них. Звездан Йованович был арестован 25 марта 2003 года после расформирования Подразделения по специальным операциям и вынужден был сдать оружие. Солдат, непричастных к делу об убийстве Джинджича, перевели в другие подразделения армии и полиции. Нескольких заговорщиков так и не удалось привлечь к суду: Душан Спасоевич и Миле Лукович 27 марта 2003 года были убиты полицией при попытке ареста. 6 декабря 2003 года поступило сообщение, что в Роттердаме были задержаны Нинослав Константинович и его брат Сладжан, однако Министерство внутренних дел Сербии, сверив отпечатки пальцев задержанного ими человека и подозреваемого Константиновича, объявило, что в Роттердаме был задержан двойник Нинослава, а не сам Нинослав. С другими подозреваемыми полиции сопутствовала удача: 17 июля 2004 года в Греции был арестован Деян Миленкович (тогда именно он, а не Йованович, считался подозреваемым), у которого обнаружили очень большую сумму денег; Александар Симович был арестован 23 ноября 2006 года в Белграде и предстал перед судом ещё с 11 сообщниками (в их число, не считая стрелявшего Йовановича, вошли Милорад Улемек (как руководитель операции), Деян Миленкович и Желько Тояга).
В числе арестованных, но не представших прямо перед судом по обвинению в убийстве Джинджича, были Младан Мичич, арестованный через несколько дней после убийства Джинджича (Мичич был вторым человеком в Земунской преступной группировке), и Дарко Миличевич, арестованный в том же 2003 году полицией Швеции.

### Мотивы

#### Мотивы Йовановича
Арестованный Йованович на первом допросе, состоявшемся 7 апреля, сразу же сознался в убийстве и сказал: «Убийство я совершил по политическим причинам, поскольку считал, что смогу предотвратить передачу сербских патриотов в Гаагу, остановить роспуск отряда и распад Сербии. Гаага — величайший позор национальной истории». Йованович заявил, что не испытывает раскаяния за совершённое деяние. Однако в день первого судебного слушания, менее чем через полчаса после его начала, Йованович заявил, что оговорил себя, и позднее вообще отказался давать какие-либо показания, поскольку не доверял суду.

#### Мотивы Улемека
Улемек, как второй по важности из сообщников, имел свои мотивы по устранению Джинджича, и выдача сербских военных Гаагскому трибуналу могла быть всего лишь поводом. Одной из версий убийства Джинджича могла быть война его правительства против Земунского клана, который подозревали в связях с оппозицией (а именно с семьёй Слободана Милошевича). Всё началось с загадочного убийства братьев Драгана и Зорана Живковичей, сыновей Ратомира «Фишкала» Живковича, кума Любиши Бухи. Обстоятельства гибели обоих были странными: в Австрии задержали немца с наркотиками (500 г героина), который рассказал на допросе, что купил их в Пожареваце у братьев Живковичей, которые сотрудничали с «земунцами». Вскоре в Пожареваце был убит Зоран, и новость о случившемся дошла до Драгана, находившегося в колумбийской Боготе. Затем угрозы стали доходить и до Драгана, тот сделал себе фальшивый паспорт гражданина Словении, но это его не спасло. Драган стал жертвой нападения через несколько дней после убийства Зорана.
В обоих случаях тяжело раненых Живковичей успели доставить в больницу, но врачи оказались бессильны. Тем не менее, умиравшие Драган и Зоран сумели описать знакомым внешность человека, который считается непосредственным исполнителем обоих убийств. Со слов умиравших братьев, а также при помощи показаний свидетелей и нескольких криминалистических экспертиз (к делу подключили и профессиональных военных) было установлено, что непосредственным убийцей был военнослужащий из «красных беретов», известный под прозвищем «Чероки» (серб. čiroki) и являвшийся к тому же ещё и левшой. Стрельбу он вёл из пистолета-пулемёта «Heckler-Koch», находясь в красном автомобиле Audi, а его водителем был некто «Йованович» по прозвищу «Японец». Сожжённый «Ауди» нашли на окраине Пожареваца: как выяснилось позднее, его угнал бандит Ненад Опачич из криминальной группировки «Бубамара». Несколько свидетелей заявляли, что стрелявшим был как раз сам Милорад «Легия» Улемек.
Ратомир Живкович обвинил в организации убийства своих детей двух человек, которые ради усиления своего влияния в криминальном мире и во всём обществе шли на подобные шаги — Милорада Улемека и Душана Спасоевича (в качестве доказательства причастности Спасоевича была представлена запись телефонного разговора, на которой тот интересуется, удалось ли избавиться от Драгана Живковича). После этого началась раскрутка связей Земунского клана с семьёй Слободана Милошевича, а в перспективе и со всей оппозицией Джинджичу. Улемек решил, что правительство хочет от него таким образом избавиться, и 27 января 2003 года в открытом письме потребовал от Джинджича прекратить укрывать Буху, напомнив, что именно «красные береты» привели премьера к власти, и пригрозив расправой Джинджичу, если тот пойдёт против своих людей. Джинджич планировал произвести крупные перестановки в силовых ведомствах во второй половине марта, и Улемек из-за своего письма мог стать первым кандидатом на изгнание из рядов «красных беретов». Но сторонники Земунского клана, работавшие в МВД и спецслужбах, своевременно доложили Улемеку о планах Джинджича.
Уже позднее обвинения в убийстве стали предъявлять не только членам «красных беретов», но и всему Земунскому клану. Масла в огонь добавлял тот факт, что почти все из вышеперечисленных сообщников Йовановича (как и сам он) имели хорошие отношения с Земунским кланом или даже состояли в нём.

### Суд

#### Судебное следствие
Изначально председателем суда была Майя Ковачевич, но затем её сменила Ната Месаревич. На судебных заседаниях обвиняемые находились в специальном боксе за пуленепробиваемым стеклом. Первое заседание состоялось 22 декабря 2003 года в здании Специального отдела окружного суда Белграда с участием судей Марко Кляевича и Майи Ковачевич, Джордже Остоича как государственного обвинителя, Йована Прийича как специального прокурора и его помощников Милана Радовановича и Небойшу Мараша. Каждый подсудимый имел своего адвоката: так, адвокатом Йовановича сначала была Весна Радмилович (во время предварительного следствия), затем эту должность занял Ненад Вукасович. Наблюдателями на первом заседании были председатель Верховного суда Сербии Соня Бркич и председатель Белградского окружного суда Радослав Бачович.
Дело освещали около 70 журналистов: для них был подготовлен специальный медиа-центр, но при этом телефонная связь не была обеспечена должным образом. Среди присутствовавших в зале зрителей были не только родственники обвиняемых, но и родственники лиц, которые якобы погибли от рук бандитов Земунского клана. Родственники последних проходили по другим уголовным делам как свидетели и ожидали узнать от суда правду об убийствах и убедиться в причастности к ним Земунского клана. На том же заседании присутствовала жена Звездана Оливера, у которой перед входом в здание суда конфисковали маленький нож (как пояснила потом судья Ковачевич, этим ножом Оливера пользовалась в домашнем хозяйстве, открывая консервные банки или даже срезая для своих детей ветки деревьев). Пресса, не зная обстоятельств задержания, поспешила обвинить Оливеру в попытке срыва заседания, однако другого человека по этому обвинению всё-таки задержали: большой охотничий нож был изъят у неизвестного, который пришёл на судебное заседание по делу об убийстве генерала Бошки Бухи.
Первое заседание ознаменовалось несколькими скандалами. Уже на первом же судебном допросе Йованович внезапно заявил: «Я не совершал преступления. Совершается страшная судебная ошибка и, чтобы совесть у всех была спокойна, я прошу нового суда». Йованович сказал, что текст его чистосердечного признания был сфальсифицирован сотрудниками МВД Миле Новаковичем и Родолюбом Миловичем, которые заставили Йовановича подписать его, угрожая его семье. Он пытался подать апелляцию в суд первой инстанции на это решение, но её отклонили, и сразу же на первом заседании вместе с адвокатом Вукасовичем он подал апелляцию в Верховный суд, потребовав провести повторное разбирательство из-за не полностью выявленного положения фактов, провести судебное заседание заново и отменить решение суда первой инстанции или же добиться полного оправдания по всем статьям. В апелляции Вукасович заявил, что на месте преступления была найдена третья пуля, которую якобы подбросило следствие (её траектория полёта не начиналась в той комнате, где находился Йованович), и адвокат, усомнившись в объективности и добросовестности следствия, потребовал провести повторное досудебное следствие. Давать показания бывший командир «красных беретов» отказался, даже не объяснив, будет ли он себя защищать при помощи юристов или будет защищаться сам, что вызвало шквал аплодисментов среди родственников подсудимых; адвокат же заявил, что окончательное решение подзащитный примет в ходе судебного заседания. Остальные подсудимые также заявили, что на них оказывалось давление; Желько Тояга добавил, что его права как задержанного были грубым образом нарушены, а Слободан Пазин и вовсе сказал, что его лишили права на собственную защиту. На второй день судебного разбирательства выяснилось, что среди обвиняемых находился 21-летний Милан Йованович, проходивший обвиняемым по другому делу о деятельности Земунской преступной группировки (арестован 12 сентября 2003 года) и не имевший никакого отношения к убийству Джиндижча, но по словам Майи Ковачевич, о присутствии Милана Йовановича среди обвиняемых до начала слушаний её никто не уведомил.
Первое отстранение от участия в судебном процессе состоялось именно на первом же заседании. Адвокат Душана Крсмановича Мирослав Тодорович заявил, что специальный прокурор Йован Прийич посещал подзащитного в изоляторе и склонил того подписать чистосердечное признание в соучастии, пообещав тому сократить приговор как минимум вдвое и даже пообещав защиту семьи от угроз и попыток нападений. Это вынудило Тодоровича потребовать отвода прокурора Прийича и его помощников, а также подать заявление на возбуждение уголовного дела в отношении прокурора. Протесты защиты были отклонены, и та стала добиваться того, чтобы Крсмановича признали невменяемым и направили на принудительное лечение (тот якобы страдал от суицидального синдрома), но суд признал Крсмановича вменяемым. За нарушение порядка были вынесены предупреждения Биляне Кайганич, адвокату Деяна Миленковича, и Николе Николичу, адвокату Миломира Каличанина. Прийич вскоре признался, что действительно посещал задержанного Крсмановича и договаривался с ним, что вызвало истерику у Тодоровича, который заявил, что судья Кляевич был в сговоре с прокурором. В ответ на это Тодоровича удалили из зала судебного заседания, отстранив от защиты Крсмановича.
Обвинительное заключение зачитал помощник прокурора Милан Радованович, обвинив 15 человек в организации убийства Зорана Джинджича и ряде других преступлений: рэкетирование компании «Difens Roud» с последующим вооружённым нападением, вооружённое нападение на штаб Демократической партии Сербии, похищение Сувада Мусича, Вука Байруевича и Миле Бабовича; ряд убийств других личностей. Радованович заявил, что все подсудимые входили в состав Земунской преступной группировки, и именно она в первую очередь является причастной к убийству Зорана Джинджича как своего личного врага. Во время чтения обвинительного заключения Слободан Пажин, сидевший в первом ряду с Звезданом Йовановичем, хватался за голову или закрывал руками лицо, выслушивая в свой адрес обвинения в поддержке Земунского клана. Сам же Йованович не проявлял практически никаких эмоций, только изредка мотая головой в знак несогласия. Первое судебное заседание завершилось 29 декабря 2003, а следующее было назначено на январь 2004 года.
Однако рассмотрение дела в отношении всех подсудимых затянулось на 3 года. За это время произошла смена председателя суда Майи Ковачевич на Нату Месарович; был арестован подозрительный, по мнению адвокатов Крсмановича, прокурор Йован Прийич; были убиты два ключевых свидетеля — Зоран Вукоевич и Куйо Криешторац; также были опровергнуты несколько результатов экспертиз. Поиски некоторых обвиняемых велись очень долго: так, Милорад Улемек «Легия», один из организаторов убийства Джинджича, отсутствовал на первом судебном заседании и, по версии прессы, скрывался в Загребе, о чём свидетельствовала местная полиция. Обвиняемые и свидетели путались в показаниях, вследствие чего пришлось вызывать ещё множество свидетелей, которых в общей сложности оказалось более 150 человек. Для облегчения процесса расследования было решено, что в исключительных случаях показания погибших свидетелей будут зачитываться в суде из протокола. В защиту своего подзащитного адвокаты предоставили видеозапись, сделанную в 2003 году и показанную следствию в 2004 году: на ней Йованович находился на Фрушке-Горе со следователем, прокурором, адвокатом и командиром Управления по борьбе с организованной преступностью (серб. Uprava za borbu protiv organizovanog kriminala) и рассказывал, как проверял винтовку, прицеливался и стрелял из неё. Защита настаивала, что Йованович активно сотрудничал со следствием, и пыталась тем самым смягчить приговор подсудимому. Суд отказался принимать видеозапись как доказательство со стороны защиты.

#### Приговор
23 мая 2007 года Белградский специальный суд по борьбе с организованной преступностью признал 12 подсудимых виновными и вынес им приговоры. Не пойманным подсудимым приговор выносился заочно; также несколько человек получили тюремные сроки за соучастие в других преступлениях:
- Звездан Йованович — 40 лет лишения свободы (максимально возможный срок). Признан виновным в покушении на убийство и в убийстве высшего представителя власти.
- Милорад Улемек — 40 лет лишения свободы (максимально возможный срок). Признан виновным в организации покушения на убийство и антиконституционной деятельности (в открытом письме от 27 января 2003 года он угрожал правительству и заверял, что Джинджичу осталось жить недолго[19]).
- Никола Баич — 35 лет лишения свободы. Признан виновным в организации покушения на убийство и иных преступлениях.
- Нинослав Константинович — 35 лет лишения свободы (заочно). Признан виновным в организации покушения на убийство и иных преступлениях.
- Владимир Милисавлевич — 35 лет лишения свободы (заочно; первоначальный приговор — 40 лет лишения свободы). Признан виновным в организации покушения на убийство и иных преступлениях.
- Александар Симович — 35 лет лишения свободы. Признан виновным в организации покушения на убийство и иных преступлениях.
- Бранислав Безаревич — 30 лет лишения свободы. Признан виновным в организации покушения на убийство.
- Сретко Калинич — 30 лет лишения свободы (заочно; первоначальный приговор — 40 лет лишения свободы). Признан виновным в организации покушения на убийство и иных преступлениях.
- Милош Симович — 30 лет лишения свободы (заочно; первоначальный приговор — 40 лет лишения свободы). Признан виновным в организации покушения на убийство и иных преступлениях.
- Милан Юришич — 30 лет лишения свободы (заочно; первоначальный приговор — 34 года лишения свободы). Признан виновным в организации покушения на убийство и иных преступлениях.
- Душан Крсманович — 20 лет лишения свободы (первоначальный приговор — 30 лет лишения свободы). Признан виновным в организации покушения на убийство и иных преступлениях.
- Желько Тояга — 15 лет лишения свободы (первоначальный приговор — 30 лет лишения свободы)[63]. Признан виновным в организации покушения на убийство.

Из представших по вышеуказанным обвинениям некоторые были оправданы по делу об убийстве Джинджича, но получили тюремные сроки за иные преступления:
- Саша Пеякович — 8 лет лишения свободы (первоначальный приговор — 30 лет лишения свободы, после апелляции обвинения в соучастии в убийстве сняты).
- Слободан Пажин — 7 лет и 5 месяцев лишения свободы.
- Саша Петрович — 5 лет лишения свободы.
- Предраг Малетич — 3 года лишения свободы.

Приговоры были подтверждены 29 декабря 2008 года после всех возможных апелляций. Несмотря на то, что вынесенный приговор Йовановичу был максимально допустимым, активисты Демократической молодёжи Сербии устроили перед зданием суда митинг под лозунгом «И 40 лет недостаточно», который начался в момент оглашения приговора.

### Последующие аресты
Аресты по делу Джинджича, однако, продолжились, поскольку многие из соучастников Йовановича не были найдены и первоначальные приговоры им выносились заочно. В 2010 году в Хорватии был арестован соучастник преступления Сретко Калинич, который заявил, что убил Константиновича и Юришича по приказу Луки Бойовича: труп Константиновича был закопан в землю, а труп Юришича был расчленён и частично съеден (остатки сбросили в реку). Полиция действительно нашла останки Юришича в Испании в водах реки Мансанарес, но там, где якобы был закопан труп Константиновича, ничего не было найдено. В 2011 году арестовали четверых бывших военнослужащих «Красных беретов», причастных к бунту в ноябре 2001 года, который стал предпосылкой к покушению на Джинджича. Позже были арестованы ещё несколько человек, и в 2012 году против них возбудили уголовное дело по обвинению в попытке государственного переворота, под которой подразумевали бунт в ноябре 2001 года — обвиняемыми проходили бывшие военнослужащие «Красных беретов» Милорад Улемек, Звездан Йованович, Душан Маричич, Веселин Лечич, Драгослав Крсманович, Драгиша Радич, Владимир Поцич и Мича Петракович. Апелляционный суд Белграда решением от 14 июня 2019 года снял с них все обвинения в попытке государственного переворота и подтвердил оправдательный приговор первой инстанции, вынесенный в связи с отсутствием достаточных доказательств.

## Альтернативные точки зрения
- В ночь с 21 на 22 февраля 2008 года в эфире телеканала «Россия» вышел выпуск телепередачи «Вести+» с Константином Сёминым, посвящённый сербским акциям протеста против одностороннего провозглашения независимости Республики Косово. Ведущий в эфире передачи упомянул Зорана Джинджича, обвинив его в развале югославских вооружённых сил и незаконной выдаче сербских военачальников Международному трибуналу по бывшей Югославии, а также заявив, что убийство Джинджича на фоне этих событий было полностью заслуженным и оправданным[73]. Разразился скандал: Правительство Сербии и ряд депутатов парламента Сербии потребовали объяснений от руководства ВГТРК, назвав заявление Сёмина «оскорблением памяти» премьер-министра и «одобрением государственного терроризма», а также угрожая отозвать сербского посла в РФ Станимира Вукичевича[74]. Однако во время официального визита в Сербию российская делегация во главе с премьер-министром Виктором Зубковым объяснила, что высказывания Сёмина являются лишь его личным мнением и не связаны с позицией властей РФ[75].
- По версии писателя, военного историка и депутата Народной скупщины Милована Дрецуна, Джинджича могли ликвидировать не за выдачу Слободана Милошевича Международному трибуналу, а за отказ от признания независимости Косово, поскольку позиция Джинджича противоречила пожеланиям многих международных организаций. Премьер-министр говорил, что в таком случае может задуматься и об особых отношениях с Республикой Сербской (энтитетом Боснии и Герцеговины). В интервью, данных в ноябре 2001 и августе 2002 года российским журналистам, Зоран Джинджич заявлял, что признание независимости Косово может привести к очередному обострению ситуации на Балканах, а также называл поддержку западными странами косовских албанцев частью политики двойных стандартов при объявленной США борьбе с терроризмом в мире[76].
- В 2013 году вышла книга «Третья пуля. Политические обстоятельства убийства Зорана Джинджича», авторы которой — бывший телохранитель Джинджича Милан Веруович и журналист Никола Врзич — обвинили в организации покушения на Джинджича британскую разведку, а именно её сотрудника Энтони Морктона. Несмотря на то, что эта версия является сомнительной, поскольку Джинджич поддерживал курс на вступление Сербии в Европейский союз, авторы книги напоминают, что некоторыми из организаторов покушения были члены Земунского клана, которые хотели уничтожить Джинджича по личным мотивам, и выдвигают предположение, что британские спецслужбы умело манипулировали этими мотивами[77].